# Tominotus conformis
Tominotus conformis är en insektsart som först beskrevs av Philip Reese Uhler 1876.  Tominotus conformis ingår i släktet Tominotus och familjen taggbeningar. Inga underarter finns listade i Catalogue of Life.